# Павловка (Саянский район)
Павловка — упразднённая деревня в Саянском районе Красноярского края. Входила в состав Агинского сельсовета. В 2025 году включена в состав села Агинское и исключена из учётных данных.

## История
Основана в 1908 году. В 1926 году состояла из 28 хозяйств, основное население — русские. В составе Агинского сельсовета Агинского района Канского округа Сибирского края.
В 2025 году деревня включена в состав села Агинское.

## Население
| 1926 | 2010 |
| ---- | ---- |
| 192  | ↘79  |